# Jorge Tamayo Gavilán
Jorge Tamayo Gavilán (Rancagua, 1902-Buenos Aires, 22 de julio de 1931) fue un anarquista expropiador chileno con una importante actuación en Argentina.

## Biografía

### Vida en Chile
Nació en Rancagua, Chile, en 1902. En Chile ejerció el oficio de mecánico en el gremio ferroviario, pero también trabajó como zapatero. Fue delegado de los obreros de Valparaíso en la convención de Talca. De muy joven quedó viudo, con dos hijos a su cargo. Viviendo en Valparaíso, estaba afiliado a la sección chilena de la Industrial Workers of the World (IWW), y por su facilidad de palabra se destacaba como orador, hablando entre una o dos horas en mítines realizados en plazas públicas. Era un ávido lector de obras de teoría social.

### Vida en Argentina
Emigró a la Argentina en enero de 1928 junto con Pedro Ortúzar, un reconocido orador anarquista, y Primitivo Vargas. El 3 de febrero viajó de Mendoza a Buenos Aires. Inmediatamente es detenido por la policía, que vigilaba todos los locales anarquistas, el 4 de febrero de 1928. Ese día concurrió al local del periódico La Antorcha y participó en una conferencia. Luego se dirigió a una casa en la calle Sánchez de Loria 1194, donde lo detuvo la policía junto con Ortúzar y Vargas. En la comisaría declaró, según consta en la actas, que: 
Viene para trabajar; no tiene ideas políticas ni sociales, no lee ni escribe en ningún periódico ni revista sectaria. Nunca actuó en movimientos huelguísticos, no estuvo ni detenido ni procesado. Que no piensa volver a ese local sabiendo que se trata de una organización anarquista.
Un mes y medio después, Tamayo Gavilán fue detenido nuevamente, con Vicente D’Alesio, cuando distribuían volantes de propaganda anarquista en una conferencia de la Federación Obrera Bonaerense. En su declaración esta vez reconoció: “Que sus ideales políticos o sociales son de simpatía al ideal anarquista; que no es partidario de la huelga ni del sabotaje ni de ningún medio donde se emplee la violencia.” 
Consigue trabajo como mecánico y es detenido pocos meses después por una huelga del servicio de ómnibus, cuando la policía investigaba por la colocación de una bomba. Fue liberado y detenido en breve, al apoyar una huelga de los obreros de la General Motors. A pesar de esta serie de detenciones, no se le conocía a Tamayo Gavilán participación alguna en acciones violentas. Las detenciones eran arbitrarias, más por su condición de inmigrante y anarquista, que por su actividad militante.

### Actividad expropiadora
Participó del asalto del 12 de agosto de 1930 a la compañía Flores Palermo, y se lo vinculó a la banda de Severino Di Giovanni, debiendo pasar a la ilegalidad. Perpetró dos asaltos, uno a la empresa Villalonga, donde al verse cercado por la policía se enfrentó a tiros, matando a tres agentes. 
Denunciado por una mujer, la policía lo detuvo en su domicilio, y alegó una supuesta resistencia de Tamayo Gavilán, aunque se sospecha que fue asesinado ya que la autopsia judicial de su cadáver presentaba una sola herida: un balazo en la nuca. 